# Herrarnas bygelhäst i gymnastik vid olympiska sommarspelen 1988
Herrarnas bygelhäst i gymnastik vid olympiska sommarspelen 1988 avgjordes den 18-24 september i Olympic Gymnastics Arena.

## Medaljörer
| Gren                | Guld                              | Silver       | Brons        |
| Herrarnas bygelhäst | Lubomir Geraskov Bulgarien        | Ingen utsedd | Ingen utsedd |
| Herrarnas bygelhäst | Zsolt Borkai Ungern               | Ingen utsedd | Ingen utsedd |
| Herrarnas bygelhäst | Dmitrij Bilozertjev Sovjetunionen | Ingen utsedd | Ingen utsedd |

## Resultat

### Final
| Placering | Gymnast                   | C     | O      | C+O    | Kval  | Final  | Totalt |
| --------- | ------------------------- | ----- | ------ | ------ | ----- | ------ | ------ |
|           | Lubomir Geraskov (BUL)    | 9,900 | 10,000 | 19,900 | 9,950 | 10,000 | 19,950 |
|           | Zsolt Borkai (HUN)        | 9,900 | 10,000 | 19,900 | 9,950 | 10,000 | 19,950 |
|           | Dmitrij Bilozertjev (URS) | 9,900 | 10,000 | 19,900 | 9,950 | 10,000 | 19,950 |
| 4         | Koichi Mizushima (JPN)    | 9,900 | 10,000 | 19,900 | 9,950 | 9,950  | 19,900 |
| 5         | Valerij Ljukin (URS)      | 9,850 | 10,000 | 19,850 | 9,925 | 9,950  | 19,875 |
| 6         | Daisuke Nishikawa (JPN)   | 9,800 | 10,000 | 19,800 | 9,900 | 9,950  | 19,850 |
| 7         | Sven Tippelt (GDR)        | 9,800 | 9,900  | 19,700 | 9,850 | 9,950  | 19,800 |
| 8         | Sylvio Kroll (GDR)        | 9,800 | 9,90   | 19750  | 9,875 | 9,900  | 19,775 |